# ياماتوكورياما (نارا)
مدينة ياماتوكورياما (بالإنجليزية: Yamatokōriyama)‏ هي أحد المدن التابعة لمحافظة نارا. تأسست رسميًا في 01/01/1954. ويقدر عدد سكانها بـ 90.223 نسمة حسب تقدير مكتب الإحصاء الياباني لعام 2012. تبلغ مساحة ياماتوكورياما 42.68 كم2. بكثافة سكانية تبلغ 2.114 نسمة/كم2.

## توأمة
لياماتوكورياما (نارا) اتفاقيات توأمة مع:
- كوفو

## أعلام
- يوشيوكي كامي